# Manuel Aranaz Castellanos
Manuel Aranaz Castellanos (La Habana, 6 de enero de 1875-Bilbao, 23 de febrero de 1925) fue un escritor español nacido en Cuba.

## Biografía
Su familia se trasladó, siendo él un niño, a Bilbao en 1885, donde cursó estudios de Derecho en la Universidad de Deusto. Desde 1894 colaboró asiduamente en la prensa. En 1900 se hizo corredor de comercio. Como escritor, sus obras reflejan el costumbrismo del campesinado vasco, de forma que no gusta a los nacionalistas. En 1906 fue designado director de El Liberal, de Bilbao, de ideología republicano-socialista, cesando en el cargo en 1912. Poco después fue designado síndico presidente del Colegio de Corredores de Comercio de Bilbao. En 1925 se suicidó al quebrar Crédito de la Unión Minera, pues dificultó su actividad como corredor de comercio. Había presidido el Círculo de Bellas Artes. Fue un gran aficionado al deporte.

## Obras
Artículos y cuentos
- En babuchas

Estudios novelescos
- Carmenchu (1923)
- Calabazatorre (1923)

Novelas vascas
- "Begui-Eder" (Nuestra Señora de los Ojos Hermosos) (1919)
- Doña Tonelada

Cuadros vascos
- Primera serie. El "Cachalote
- Segunda serie. El "prosedimiento" (1913)
- Tercera serie. "Garrafón" en el convento (1914)
- Cuarta serie. La vida "se" es sueño (1918)
- Quinta serie. El "negosio" de Doña "Fransisca" (1922)
- Sexta serie. Mari-Cata (1924)

Teatro
- ¡¡¡Ojo!!! Juguete cómico en un acto y en prosa (1896)
- El mirlo blanco: diálogo en un acto y en prosa (1898)
- Bohemia. Comedia en tres actos y en prosa (Arreglo del francés)
- El pájaro bobo. Sainete, en un acto y en prosa
- Trenzas de oro. Comedia, en un acto y en prosa (1924)
- Lo que une. Comedia, en un acto y en prosa (1924)
- La romanza de vivir. Comedia, en dos actos y en prosa (1924)
- El sanatorio. Comedia, en un acto y en prosa (1924)